# Karol I Dyplomata
Karol I Dyplomata lub Męczennik, port. Carlos Fernando Luís Maria Victor Miguel Rafael Gabriel Gonzaga Xavier Francisco de Assis José Simão de Bragança (ur. 28 września 1863 w Lizbonie, zm. 1 lutego 1908 tamże) – przedostatni król Portugalii.

## Zarys biografii
Urodził się w Lizbonie. Był synem Ludwika i Marii Pii Sabaudzkiej. Miał młodszego brata – infanta Alfonsa, księcia Porto. 22 maja 1886 jego żoną została Amelia Orleańska, z którą miał troje dzieci:
- Ludwik Filip, książę Braganza (ur. 21 marca 1887, zm. 1 lutego 1908)
- Maria Anna, infantka (ur. i zm. 14 grudnia 1887)
- Manuel II (ur. 19 marca 1889, zm. 2 lipca 1932)

Panował w latach 1889–1908. Otrzymał Order Podwiązki. Został zastrzelony 1 lutego 1908, kiedy rodzina królewska wracała z pałacu w Vila Viçosa do Lizbony. W mieście, w drodze do pałacu, ich powóz przejeżdżał przez Praça do Comércio (Terreiro do Paço). Na placu z tłumu padły strzały – strzelało przynajmniej dwóch mężczyzn: Alfredo Costa i Manuel Buiça. Karol zginął na miejscu, jego następca Ludwik Filip został śmiertelnie ranny i zmarł dwadzieścia minut później. Manuel został trafiony w ramię, a Amelii szczęśliwie nic się nie stało. Mordercy, którzy należeli do portugalskiej Partii Republikańskiej, zostali zabici na miejscu przez straż królewską.
Kilka lat po śmierci Karola, Brazylijka Maria Pia von Bragança oznajmiła, że jest nieślubną córką Karola i Marii Amelii Laredo e Murça.

## Odznaczenia
- Wielki Mistrz Trzech Orderów (Chrystusa, Św. Benedykta z Avis i Św. Jakuba od Miecza)
- Wielki Mistrz Orderu Wojskowego Wieży i Miecza, Męstwa, Wierności i Zasługi
- Wielki Mistrz Orderu Niepokalanego Poczęcia Najświętszej Marii Panny z Vila Viçosa
- Order Świętego Aleksandra Newskiego (Rosja)[2]
- Order Świętej Anny I klasy (Rosja)[2]
- Order Orła Białego I klasy (Rosja)
- Order Świętego Stanisława I klasy (Rosja)[2]
- Order Królewski Serafinów (Szwecja)[2]
- Order Złotego Runa (Hiszpania)[2]
- Order Podwiązki (Wlk. Brytania)[3]
- Królewski Łańcuch Wiktoriański (1902, Wlk. Brytania)[3]
- Order Annuncjaty (Włochy)[2]
- Krzyż Wielki Orderu Świętych Maurycego i Łazarza (Włochy)[2]
- Krzyż Wielki Orderu Korony (Włochy)[2]
- Krzyż Wielki Orderu Krzyża Południa (Brazylia)[2]
- Krzyż Wielki Orderu Świętego Stefana (Węgry)[2]